# ريكس بيكرينغ
ريكس بيكرينغ (بالإنجليزية: Rex Pickering)‏ هو لاعب اتحاد الرغبي نيوزلندي، ولد في 23 نوفمبر 1936 في Te Kūiti ‏ في نيوزيلندا، وتوفي في 5 يوليو 2016 في كامبريدج في نيوزيلندا.